# Talorc II
Talorc II, també conegut amb el nom de Talorc mac Muircholaich, va ser rei dels pictes entre els anys 544 i 555.
Segons la Crònica picta, hauria regnat durant onze anys entre Cailtram mac Girom i Drest mac Munait. Existeixen diferents versions del nom del seu pare: Mordeleg, Murtholoic i Mordeleth.